# Mănăstirea Cornet
Mănăstirea Cornet este o mănăstire din județul Vâlcea, situată pe malul râului Olt. Mănăstire de călugări  cu hramul(istoric)Tăierea capului Sf. Ioan Botezătorul și Sfântul Mărturisitor Ioan Rusul. Monument arhitectonic din Țara Românească de secol XVII despre care N. Ghika-Budești spunea că este dintre cele mai interesante ca plan și dintre cele mai pitorești din această vreme, ca arhitectură exterioară. 
În pronaosul bisericii mănăstirii își au locașul mai multe sfinte moaște, printre care și cele ale Sfântului Ioan Botezătorul, Sfântul Mărturisitor Ioan Rusul, Sfântul Mucenic Efrem Cel Nou, Sfântul Nectarie din Eghina, Sfântul Mare Mucenic Mina, Sfântul Cuvios Macarie Egipteanul, Sfântul Sfințit Elefterie, Sfântul Atanasie cel Mare, Sfântul Ierarh Ioan Gura de Aur, Sfântul Ierarh Mucenic Haralambie, Sfântul Mare Mucenic Eustatie  Plachida, Sfânta Cuvioasă Sinclitichia, Sfânta Mare Muceniță Ecaterina, Sfântul Mare Mucenic Chiriachi, Sfântul Ierarh Chiril al Alexandriei, Sfântul Chiril Patriarhul Constantinopolului.

## Amplasare
Mănăstirea este situată la poalele muntelui Cornetu pe Valea Oltului, pe malul drept al râului Olt, pe șoseaua Râmnicu Vâlcea-Sibiu la aproximativ 50 de km de Râmnicu Vâlcea. Din punct de vedere teritorial-administrativ, mănăstirea, aparține satului Călinești, localitate componentă a orașului Brezoi din județul Vâlcea.

## Arhitectură
Ansablul arhitectonic este format dintr-o incintă de piatră de formă pătrată pe care se situează chiliile. La 3 colțuri ale incintei se ridică turnuri poligonale, iar la colțul din sud-est un foișor. În mijlocul curții incintei se află biserica, singura de altfel care mai păstrează forma originală. Construită pe un plan trilobat cu un turn-clopotniță cu opt laturi pe pronaos (accesul se face pe o scăriță aflată pe latura de nord) și turla Patocratorului cu zece laturi pe care sunt situate ferestre înguste. Zidul este din cărămidă așezată orizontal și panouri de tencuială fiind împărțit de un brâu dublu de cărămidă aparent rotunjită care, pe fațada vestică înconjoară nișa icoanei de hram. Cornișa este realizată din cărămidă aparentă dispusă în formă de dinți de fierăstrău, sub aceasta un rând de butoni și o friză de teracotă smălțuită încadrată de cărămizi așezate pe muchie. Soclul este proeminent fiind realizat din bolovani de munte în casete de cărămidă.
Interiorul este reprezentativ pentru bisericile tradiționale, cu zidul ce desparte naosul de pronaos plin. Pictura murală din naos este realizată în tehnica fresco în secolul al XVIII-lea iar cea din pronaos este de secol XIX. Din nefericire nu se mai păstrează nimic din pictura originală.

## Istoric

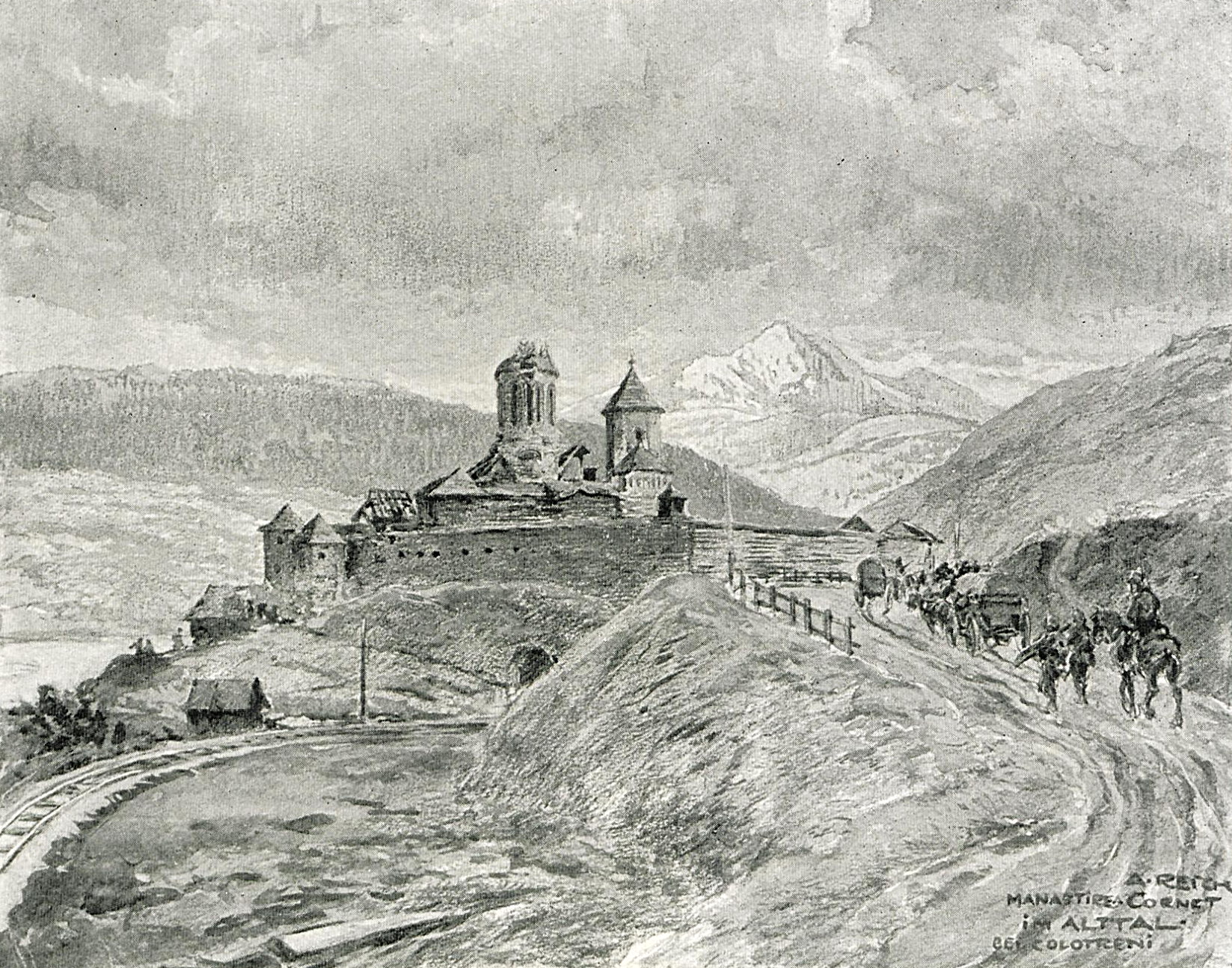
Manastirea Cornetu, 1916

Mănăstirea este ctitorie a marelui vornic Mareș Băjescu, mare feudal și apropiat al Cantacuzinilor. Alegerea locului s-a făcut cu atenție căci, pe de o parte era apropiat de pământurile sale, pe de altă parte, datorită poziției era, la acea vreme, ferit din calea ochilor privitorilor, însă apropiat de granița cu Transilvania, oferind astfel un refugiu ideal pentru ctitor și familia sa în vremurile de restriște ce aveau să vie.
Conform pisaniei originale, sculptată în piatră de Albești, arată ca dată a terminării lucrărilor 29 august 1666, în timpul domniei lui Radu Leon. Interesant este că cel ce realizează pisania este un anume popă Stan din Băjești, cel care semnează și pisania mănăstirii Aninoasa, 11 ani mai târziu, dar și textul unei cruci de piatră din Budeasa.
Încă înainte de a se fi terminat lucrul la biserică, Mareș Băjescu, printr-un act datat 15 martie 1666, înzestrează schitul cu satul Copăceni și munții Sașa și Cornetu (cumpărate cu nici o lună înainte de danie) precum și ocini în Pripoare, Titești, Ostrov.
În anul 1761, în timpul domniei lui Constantin Mavrocordat, un anume Alecse căpitan za Loviște pune să se refacă pictura altarului de către zugravii Mihai, Radu și Iordache așa cum rezultă dintr-o altă pisanie situată în colțul de sud-est al naosului.
Un alt moment important din istoria schitului în reprezintă incendiul din 1808 care distruge aproape complet biserica și chiliile, o perioadă de timp viața monahală fiind întreruptă. Abia în 1835 noul stareț Irinarh pune să se refacă clădirile și pictura murală.
În perioada 1864-1949 biserica este administrată de către Eforia Spitalelor Civile din București care în 1885 finanțează construirea iconostasului din lemn de stejar; un an mai târziu fiind pictate în ulei și icoanele de lemn. Tot instituția ce patronează schitul în cooperare cu Direcția Monumentelor refac între anii 1923-1925 cupola turlei și altarul dărâmate de obuze de altilerie în timpul luptelor din anul 1916.
În anul 1898, cu ocazia săpării tunelului pe sub zidurile de incintă ale mănăstirii, Direcția Căilor Ferate dărâmă o parte a vechiului zid de incintă și chiliile anexe, construindu-l pe cel actual. Din incinta originală astăzi mai pot fi admirate foișorul, turnul și zidurile de pe laturile de nord și est.
Importante renovări se fac în anul 1960 sub patronajul Direcției Monumentelor Istorice, cu această ocazie se restaurează pictura murală.
În anul 1752, împreună cu alte mănăstiri și schituri, a devenit metoc al Mănăstirii Sfântul Pantelimon din București, urmând ca după anul 1832 să fie administrate de către Eforia Spitalelor Civile.
Un moment important în istoria mănăstirii a fost în anul 1979, când pe râul Olt se dorea a se realiza un proiect pentru construirea unui baraj, ceea ce ar fi însemnat demolarea mănăstirii. În cele din urmă s-a renunțat la acest proiect, construindu-se barajul la câteva sute de metri mai sus de mănăstire.
Între anii 1997-2000, în timpul stăreției Arhim. Mina Stan, s-au efectuat lucrări de restaurare și consolidare a bisericii.
Din anul 2015, după instalarea Părintelui Protos. Macarie Șotîrcă ca stareț al Mănăstirii Cornet, în pronaosul bisericii mănăstirii își au locașul mai multe sfinte moaște, printre care și cele ale Sfântului Ioan Botezătorul, Sfântul Mărturisitor Ioan Rusul, Sfântului Mucenic Efrem Cel Nou, Sfântul Nectarie din Eghina, Sfântul Mare Mucenic Mina, Sfântul Cuvios Macarie Egipteanul, Sfântul Sfințit Elefterie, Sfântul Atanasie cel Mare, Sfântul Ierarh Ioan Gura de Aur, Sfântul Ierarh Mucenic Haralambie, Sfântul Mare Mucenic Eustatie Plachida, Sfânta Cuvioasă Sinclitichia, Sfânta Mare Muceniță Ecaterina, Sfântul Mare Mucenic Chiriachi, Sfântul Ierarh Chiril al Alexandriei, Sfântul Chiril Patriarhul Constantinopolului.
În anul 2016, cu binecuvântarea Înaltpreasfințitului Varsanufie Arhiepiscopul Râmnicului, s-au înălțat pe malul Oltului, un Altar de vară și un foișor din lemn, iar în anul 2017, s-au executat mai multe lucrări la clădirile mănăstirii, făcând posibil traiul în bune condiții, pentru monahii și frații viețuitori ai mănăstirii.
În anul 2020, la inițiativa și îndemnul Înaltpreasfințitului Varsanufie Arhiepiscopul Râmnicului, s-a pictat o copie a Sfintei Icoane a Maicii Domnului Antifonitria, prin meșteșugul și iscusința pictorului Mihai Coman, pe cheltuiala familiei Valentin și Camelia Lorincz din București. Icoana a fost dusă în Muntele Athos unde a stat timp de 40 de zile lângă icoana originală, fiind sfințită.
În anul 2022, la inițiativa familiei Valentin și Camelia Lorincz, tot pentru Icoana Maicii Domnului Antifonitria, s-a confecționat în Macedonia o frumoasă ferecătură din argint, lucrată în tehnica filigran, icoana fiind împodobită cu pietre semi-prețioase din zirconia, de către meșterul Jovan Petrovsky.